# 월계동 각심재
월계동 각심재는 원래 서울 종로구 경운동 66-1에 '경운동 정순주 가옥(慶雲洞 鄭淳周 家屋)'이라는 명칭으로 서울특별시 민속자료 제16호로 지정되어 있다가 도로 개설로 집이 헐리게 되자 소유주가 예안이씨 대종회에 기증하여 1994년 3월 18일 예안이씨 묘역이 있는 현 위치로 이건 되어 예안이씨 문중에서 재실로 사용하고 있다. 

## 개요
1930년대에 지은 것으로 보이는 개량한옥으로, 일제시대의 대표적인 건축가 박길용(1898∼1943)이 설계했다고 전한다. 원래는 경운동에 있던 것을 1994년 지금의 장소로 옮겨 지었다. 원래 건축주가 두 아들에게 한 채씩 주기 위하여 지은 집이라고 하며, 민익두 가옥이 앞채이고 이 집이 뒤채에 해당한다. 
네모반듯한 집터의 동쪽에 대문이 있고, 안마당으로 들어가면 H자형의 건물이 있다. 중심축에 부엌·대청·건넌방·사랑방이 있으며, 부엌 앞쪽으로 안방이 있고 뒤쪽으로 뒷방이 있다. 반칸 너비의 툇마루를 두어 동선을 연결하였다. 사랑방의 앞쪽에는 누마루를, 뒤쪽에는 현관마루를 마련하였다. 마당 남쪽 담장 밑에는 작은 화단을 가꾸어 놓았다.
현관과 화장실·목욕탕을 건물 내부에 설치하고 이들을 연결하는 긴 복도를 둔 점, 유리창을 단 점 등은 이 시기 개량한옥의 모습을 잘 나타내고 있으며 주택의 변천사를 알 수 있는 중요한 자료이다.

## 서울시 공개자료
각심재가 있는 월계동은 예로부터 '각심곡(恪心谷)', '각심원(恪心原)'이라 칭해왔다고 한다. '각심(恪心)'은 정성껏 공경하며 근신(勤愼)하는 마음을 뜻한다. 각심원에는 조선 중기의 문신 이명(李蓂, 1496∼1572)의 묘소 및 그의 조부ㆍ 부ㆍ숙부 등의 묘소와 실전(失傳)된 선조들의 신단(神壇)이 있다. 이명의 본관은 예안, 자는 요서(堯瑞), 호는 동고(東皐), 시호는 정간(貞簡)이다. 그는 명종 때 청백리에 녹선되었고, 좌의정을 지냈다.
각심재는 각심원 외삼문을 들어서면 오른쪽으로 있는 정간공 이명 묘역(서울특별시 유형문화재 제55호) 서북쪽에 서남향을 하며 위치하였으며, 건물 중앙 처마 아래에는 '각심재' 현판이 걸려있다. 경운동에 있을 당시의 행랑채는 없어졌고, 건물 서북쪽 뒤에 부속채가 신축되어 제향시 제수를 준비하는 공간으로 사용하고 있다.
이 가옥은 1938년 민보식이라는 사람이 두 아들을 위하여 경운동 민익두가(서울특별시 민속자료 제15호)와 동시에 똑같이 대지의 남북에 지었는데, 일제강점기에 경성공업전문학교 건축과를 1919년 졸업하고 화신백화점 등 많은 건축물을 설계했던 건축가 박길룡(朴吉龍, 1898∼1943)이 설계하였다. 한식 가옥에 변소와 목욕탕을 건물 내부에 설치하고 이들을 연결하는 긴 복도를 두는 설계를 하여 1930년대 후반에 시도된 개량 한옥의 모습을 보여준다.

## 같이 보기
- 정간공 이명 묘역 (서울특별시 유형문화재 제55호)

## 참고 자료
- 월계동각심재 - 국가유산청 국가유산포털

 본 문서에는 서울특별시에서 지식공유 프로젝트를 통해 퍼블릭 도메인으로 공개한 저작물을 기초로 작성된 내용이 포함되어 있습니다.